# 愛德華·布維萊·普西

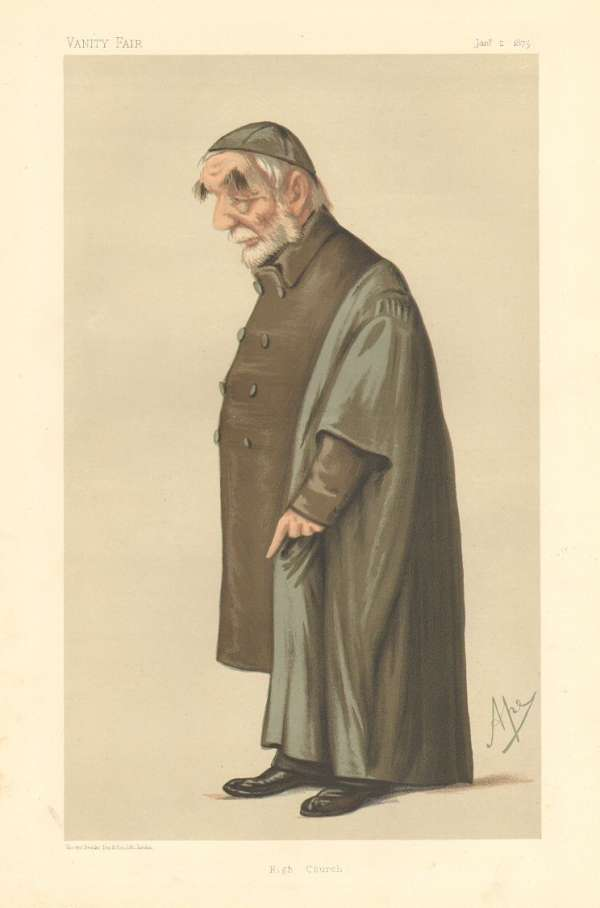
浮華世界 漫画，1875年

愛德華·布維萊·普西(/ˈpjuːzi/；1800年8月22日—1882年9月16日)是一个英國籍牧师， 在 牛津大学基督堂学院擔任希伯来语皇室教師 ，為牛津运动的領導者之一。

## 早年
他出生於伯克郡的普西村。 他的父亲是菲利浦·布維，是1st Viscount Folkestone的小兒子。 菲利普‧普西 是他的弟弟，他的妹妹夏洛特與理查·林奇·柯頓結婚。
為了預備教育，普西去了米查姆的理查德·羅伯茲學校。 隨後他參加了 伊頓公學。
1819年，普西進入牛津大学基督堂学院就讀，Thomas Vowler Short是他的導師。 他於1822年以第一名成績畢業。